# Pomnik Anioła Ślązaka
Pomnik Anioła Ślązaka lub Pomnik Angelusa Silesiusa – pomnik wzniesiony we Wrocławiu na dziedzińcu Ossolineum.
Pomnik ku czci mistyka i poety Anioła Ślązaka autorstwa Ewy Rossano odsłonięto w październiku 2007 r. na dziedzińcu Ossolineum. Wybór miejsca nie był przypadkowy, gdyż poeta był zakonnikiem w klasztorze, mieszczącym się w obecnym budynku Ossolineum, a w krypcie pobliskiego kościoła św. Macieja został pochowany. Pomnik przedstawia stylizowaną postać poety z brązu, z dwoma skrzydłami, z których jedno wychodzi z serca poety, jak jego inspiracje. Na cokole z piaskowca jest wykuty napis: ANGELUS oraz cytat z Silesiusa w tłumaczeniu A. Mickiewicza: Do nieba patrzysz w górę, a nie spojrzysz w siebie. Nie znajdzie Boga, kto go szuka tylko w niebie.